# Цвинчер, Бруно
Бруно Цвинчер (нем. Bruno Zwintscher; 15 мая 1838, Цигенхайн, ныне в составе Кетцербахталя — 4 марта 1905, Оберлёссниц, ныне в составе Радебойля) — немецкий музыкальный педагог.
Учился музыке сперва в Дрездене у Юлиуса Отто, затем изучал фортепиано в Лейпцигской консерватории у Луи Плайди. В 1875—1896 гг. преподавал фортепиано там же (среди его учеников, в частности, Франц Байдлер, У. О. Форсайт, Эрнест Хатчесон), затем перебрался в Дрезден и продолжал педагогическую деятельность частным образом. Считался одним из наиболее значительных в Германии специалистов по методике преподавания технических навыков пианизма. Опубликовал учебное пособие по орнаментике (нем. Musikalische Verzierungen: praktische Übungen und theoretische Erläuterungen nebst einen Anhang über den Metronom; 1895), выпустил также сборник упражнений в развитие аналогичного сборника, составленного его учителем Плайди.
Сыновья Цвинчера — поэт и филолог Артур (1867—1937), художник Оскар (1870—1916) и пианист Рудольф (1871—1946).